# Zeit-Kosten-Fortschritts-Diagramm
Ein Zeit-Kosten-Fortschritts-Diagramm visualisiert in der Projektplanung den aktuellen Stand der Kosten, der geplanten Termine sowie den Projektfortschritt, um so eventuelle Abweichungen im Projektverlauf deutlich zu machen.

## Vorgehen
Bei der Projektplanung werden Arbeitswerte (A1, A2 …) definiert, welche zu einem bestimmten Zeitpunkt bei festgelegten Kosten eintreten sollen. Die tatsächlichen Arbeitswerte werden dann mit den erwarteten verglichen um Differenzen wie Kostenüberschreitungen oder Zeitverzüge festzustellen.
Dieses Diagramm ist eine von vielen Techniken und Hilfsmitteln des Projektmanagements. Es wird im Rahmen der Prozess-Kosten-Wertanalyse (P-K-W) als Ausgangspunkt für wertanalytische Betrachtungen von Geschäftsprozessen angewandt. In der Praxis wird eine entsprechende Projektmanagement-Software verwendet, wobei vor allem die Datengenerierung sehr wichtig ist.

## Vor- und Nachteile
| Vorteile | Nachteile                                                          |
| --- | ------------------------------------------------------------------ |
| - Arbeitsfortschritt wird neben Zeit und Kosten angezeigt - Erleichterung langfristiger und detaillierter Planung | - Aufwendige Informationsgenerierung - Datenerhebung im Nachhinein |

## Abbildung
Die folgende Darstellung zeigt ein Zeit-Kosten-Fortschritts-Diagramm, wobei K für Kostenüberschreitung, Z für Zeitverzug und A für Arbeitswert steht. A3' bedeutet, dass der Arbeitswert A3 nicht zum geplanten Zeitpunkt Z3, sondern erst zum Zeitpunkt Z4 erreicht wurde. Die Kosten K3 wurden allerdings nicht überschritten.
A4' heißt, dass der Arbeitswert A4 zwar zum geplanten Termin Z4 erreicht wurde, allerdings mit einer Überschreitung der Kosten von Δ K, das heißt zu den Kosten K5.

Abbildung 1

## Alternativen
- Balkendiagramm (Gantt-Chart)

Mit dem Gantt-Diagramm stellt man den zeitlichen Ablauf von Projekten und deren Teilschritten dar. Insbesondere wird dabei ein direkter Bezug zum Kalender hergestellt. Es ist im einfachsten Fall ein simples Balkendiagramm und wurde von Henry L. Gantt während seiner Arbeit als technischer Berater für das Management entwickelt.
- Netzplantechnik

Die Netzplantechnik ist ein brauchbares Hilfsmittel, um komplexe Arbeitsabläufe sowie deren logische Verknüpfungen und zeitliche Bedingungen besser planen und koordinieren zu können. Die bekanntesten Methoden sind die Methode des kritischen Pfades (critical path method), PERT (Programm Evaluation and Review Technique) und MPM (Metra Potential Method).